# 林潤 (実業家)
林潤（はやし じゅん 1935年〈昭和7年〉-）は、日本の実業家。奈良生駒高速鉄道代表取締役社長、近畿日本鉄道株式会社専務取締役、土木学会理事。滋賀県近江八幡市出身。

## 来歴・人物
1935年滋賀県近江八幡市生まれ。1953年近江兄弟社高等学校を卒業後、京都大学工学部土木工学科に入学。
1958年、近畿日本鉄道に入社。専務取締役を経て、1998年奈良生駒高速鉄道代表取締役社長に就任し、土木学会理事も務めた。